# Maleník
Maleník je kopec s nadmořskou výškou 479 m, prominencí 160 m a izolací 7,3 km. Je nejvyšším kopcem v pohoří/geomorfologickém podcelku Maleník, patřící do geomorfologického celku Podbeskydská pahorkatina v Západobeskydském podhůří Vnějších Západních Karpat. Nachází se také na levém břehu řeky Bečva jižně nad Bečevskou bránou na katastru obce Paršovice v okrese Přerov v Olomouckém kraji a na Moravě.

## Popis
Kopec Maleník, který je zalesněn, tvoří karbonské břidlice a slepence překryté mladšími půdními sedimenty. Leží v povodí řeky Bečvy. Vrchol, který má zároveň největší izolaci v celé podbeskydské pahorkatině (nejbližší vyšší vrchol jsou Juřacka vzdálené 7,3 km), se nachází jihovýchodně u silnice Helfštýnská cesta. Nedaleko vrcholu se nachází přírodní rezervace Bukoveček a přírodní rezervace Dvorčák mající cenné přirozené smíšené lesy a které jsou výzkumnou plochou Lesnické a dřevařské fakulty Mendelovy zemědělské a lesnické univerzity v Brně. Okolí vrcholu je protkáno sítí lesních cest a stezek, které slouží k pěší turistice a cyklistice.

### Letecké neštěstí
Dne 16. března 1963 došlo ke srážce dvou vojenských letadel MiG-15, kdy indonéský pilotní žák Arfah narazil do letadla instruktora mjr. Otakara Šimka. Žák Arfah dopadl mrtev na padáku na kopec Maleník.